# Alfred Sageder
Alfred Sageder (ur. 29 września 1933 w Gramastetten, zm. w 2017) – austriacki wioślarz, dwukrotny medalista olimpijski.

## Kariera
Wystąpił na igrzyskach olimpijskich w Melbourne w 1956, gdzie wspólnie z Josefem Kloimsteinem wywalczył brązowy medal w dwójkach bez sternika. W finale wyprzedziły ich jedynie osady USA i ZSRR. Na tej samej imprezie startował w dwójkach ze sternikiem, jednak Austriacy odpadli w półfinałach. Na rozgrywanych cztery lata później igrzyskach olimpijskich w Rzymie razem z Kloimsteinem zdobył srebro w dwójkach bez sternika. Tym razem na podium rozdzielili reprezentantów ZSRR i Finlandii. Brał też udział w igrzyskach olimpijskich w Tokio w 1964, gdzie zajął ósme miejsce w dwójkach bez sternika. 
W dwójce bez sternika sięgał także po srebro na mistrzostwach Europy w Bledzie (1956) i mistrzostwach Europy w Duisburgu (1957) oraz brąz podczas mistrzostw Europy w Mâcon (1959). Ponadto zdobył brązowy medal w dwójce ze sternikiem na mistrzostwach Europy w Bledzie (1956).
Wioślarzami byli również jego synowie, Michael Sageder i Siegfried Sageder oraz wnuk, Sebastian Sageder.